# Видовићи (Црес)
Видовићи (хрв. Vidovići) су насељено место у саставу града Цреса, на острву Црес, Приморско-горанска жупанија, Хрватска.

## Историја
До територијалне реорганизације у Хрватској били су у саставу старе општине Црес-Лошињ.

## Становништво
У попису становништва из 2011. године, Видовићи су имали 2 становника.
| Број становника према пописима | Број становника према пописима | Број становника према пописима | Број становника према пописима | Број становника према пописима | Број становника према пописима | Број становника према пописима | Број становника према пописима | Број становника према пописима | Број становника према пописима | Број становника према пописима | Број становника према пописима | Број становника према пописима | Број становника према пописима | Број становника према пописима | Број становника према пописима |
| ------------------------------ | ------------------------------ | ------------------------------ | ------------------------------ | ------------------------------ | ------------------------------ | ------------------------------ | ------------------------------ | ------------------------------ | ------------------------------ | ------------------------------ | ------------------------------ | ------------------------------ | ------------------------------ | ------------------------------ | ------------------------------ |
| 1857                           | 1869                           | 1880                           | 1890                           | 1900                           | 1910                           | 1921                           | 1931                           | 1948                           | 1953                           | 1961                           | 1971                           | 1981                           | 1991                           | 2001                           | 2011                           |
| 0                              | 0                              | 99                             | 114                            | 130                            | 124                            | 0                              | 0                              | 112                            | 106                            | 80                             | 46                             | 30                             | 21                             | 12                             | 2                              |

Напомена: Исказано под именом Видовиће 1880. и Видовићи од 1890. до 1910, и 1948. и 1953, као и у првом издању књиге Насеља, а Видовић до 1991.